# Kurt Tschenscher
Kurt Waldemar Tschenscher, né le 5 octobre 1928 à Hindenburg O.S. (actuellement Zabrze en Pologne), et mort le 13 août 2014 à Schwetzingen, est un arbitre allemand de football. Il débute en 1951, puis devient international en 1958 et arrête en 1976. Lors de la Coupe du monde 1970, le 31 mai 1970, Kurt Tschenscher gratifie Evgeny Lovchev, le no 6 de l'équipe d'Union soviétique, du 1er carton jaune de l'histoire de la coupe du monde de football lors du match de 1er tour à Mexico entre le Mexique et l'Union soviétique.

## Carrière
Il a officié dans des compétitions majeures : 
- Coupe d'Europe des vainqueurs de coupe de football 1961-1962 (finale rejouée)
- Championnat d'Allemagne de football D1 1962-1963 (finale)
- Coupe du monde de football de 1966 (1 match)
- Coupe des clubs champions européens 1966-1967 (finale)
- Euro 1968 (1 match)
- Coupe du monde de football de 1970 (1 match)
- JO 1972 (2 matchs dont la finale)
- Coupe d'Allemagne de football 1972-1973 (finale)
- Coupe du monde de football de 1974 (1 match)